# Ikweha
Ikweha è una circoscrizione rurale (rural ward) della Tanzania situata nel distretto di Mufindi, regione di Iringa. Conta una popolazione di 8 213 abitanti (censimento 2012).